# Церковь Грётлингбо
Церковь Грётлингбо (швед. Grötlingbo kyrka) — средневековый храм в Грётлингбо на шведском острове Готланд. Представляя собой величественную готическую церковь, она включает и элементы романского фриза, перенесённые сюда из более древнего церковного здания, существовавшего на том же месте. Церковь Гертлингбо относится к диоцезу Висбю.

## История

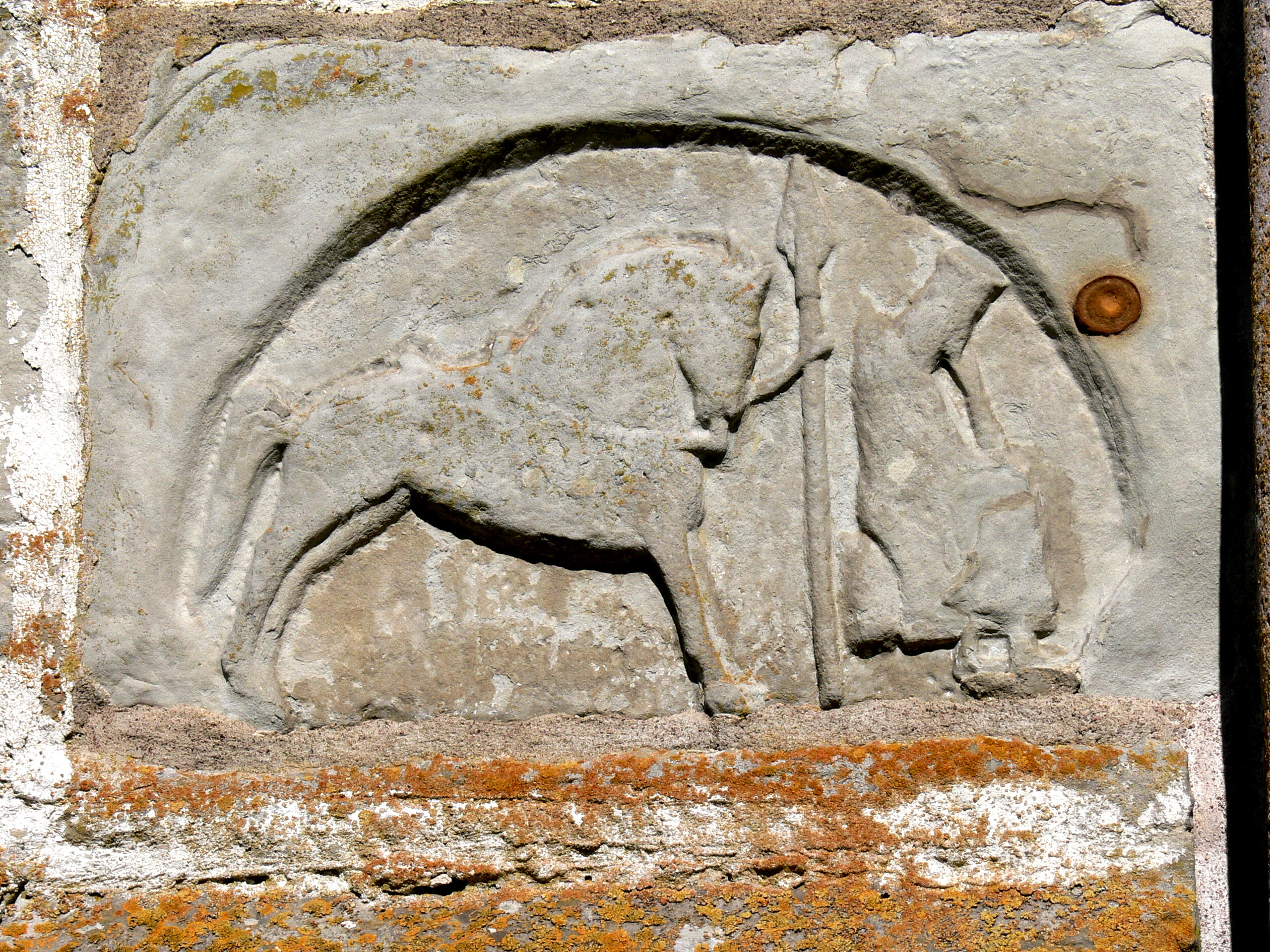
Часть романского фриза работы скульптора Сиграф

Самое раннее письменное свидетельство о церкви датируется 1296 годом, когда она была упомянута в папской булле. Однако по данным археологических исследований, проведённых в 1956—1957 годах, уже в XII веке на этом месте существовала каменная церковь.Рельефы с тонкой резьбой, украшающие южный фасад нынешней церкви, очевидно, происходят из этой первой романской церкви, а затем были перенесены в более позднюю готическую. В XIII веке к церкви была пристроена западная башня, а в XIV веке храм подвергся капитальной реконструкции, придавшей ему нынешний вид. С того времени церковь практически не изменилась, за исключением добавления нескольких новых предметов её обстановки.
На церковном кладбище в 1973 году был похоронен известный датский художник Асгер Йорн.

## Архитектура
Церковь имеет большие по сравнению с другими деревенскими церквями на Готланде размеры, она построена из местного песчаника. Неф разделён на три части крепкими колоннами. В хоре отсутствует апсида, вместо этого он заканчивается тремя тонкими готическими окнами, что типично для средневековых церквей на Готланде. Башня выполнена в романском стиле, но её шпиль датируется XVIII веком.
Южный фасад украшен элементами романского фриза, датируемого примерно 1200 годом и выполненного художником, которого традиционно именуют Сиграфом. На нём изображены животные, как реальные, так и вымышленные, а также воины и рыцари на лошадях. Ученые расходятся во мнениях относительно того, что они могут обозначать. Некоторые предполагают, что они могут быть изображением демонов, преследующих людей. Другие утверждают, что они могут быть иллюстрацией древней легенды, возможно, о Беовульфе.
Два резных портала на южной стороне церкви, выполненные в готическом стиле датируются серединой XIV века. Изготовлены они были в мастерской некоего безызвестного скульптора, названного исследователями Эгюптикусом, которая работала на Готланде в течение периода с около 1330 по 1380 год. На них изображены христианские мотивы, такие как Дева Мария и Воскресение. Типичные для Эгюптикуса скульптурные порталы также включают в себя ухмыляющиеся гротескные лица.
Внутри церкви в хоре сохранилось несколько фресок XIV века, изображающих христианские сцены того же типа, что и скульптурные порталы. Между нефом и хором висит большой триумфальный крест середины XIII века. Купель для крещения также является работой Сиграфа и считается одним из лучших образцов его искусства. Кафедра относится к эпохе Возрождения и изначально предназначалась для собора Висбю. На ней по-прежнему изображён датский герб, а не шведский.